# 阳城县林场
阳城县林场，是中国山西省晋城市阳城县下辖的一个类似乡级单位。

## 行政区划
下辖以下地区：阳西社区和新兴社区。